# ديوغو فالينتي
ديوغو فالينتي (بالبرتغالية: Diogo Jorge Moreno Valente‏) (23 سبتمبر 1984 بأفيرو في البرتغال - ) هو لاعب كرة قدم برتغالي في مركز الهجوم. شارك مع منتخب البرتغال تحت 21 سنة لكرة القدم وPortugal national football B team ‏. أما مع النوادي، فقد لعب مع سبورتينغ براغا وسي إف آر كلوج وشانلي أورفا سبور ونادي أكاديميكا كويمبرا ونادي بوافيشتا ونادي بورتو ونادي جل فيسنتي ونادي ليتشويس ونادي ماريتيمو ونادي تشافيس.

## وصلات خارجية
- ديوغو فالينتي على موقع اتحاد تركيا (لاعب) (الإنجليزية)
- ديوغو فالينتي على موقع قاعدة بيانات كرة القدم.إي يو (الإنجليزية)
- ديوغو فالينتي على موقع Soccerway.com (الإنجليزية)
- ديوغو فالينتي على موقع عالم كرة القدم.نت (الإنجليزية)
- ديوغو فالينتي على موقع AS.com (الإسبانية)